# كعك الورقة

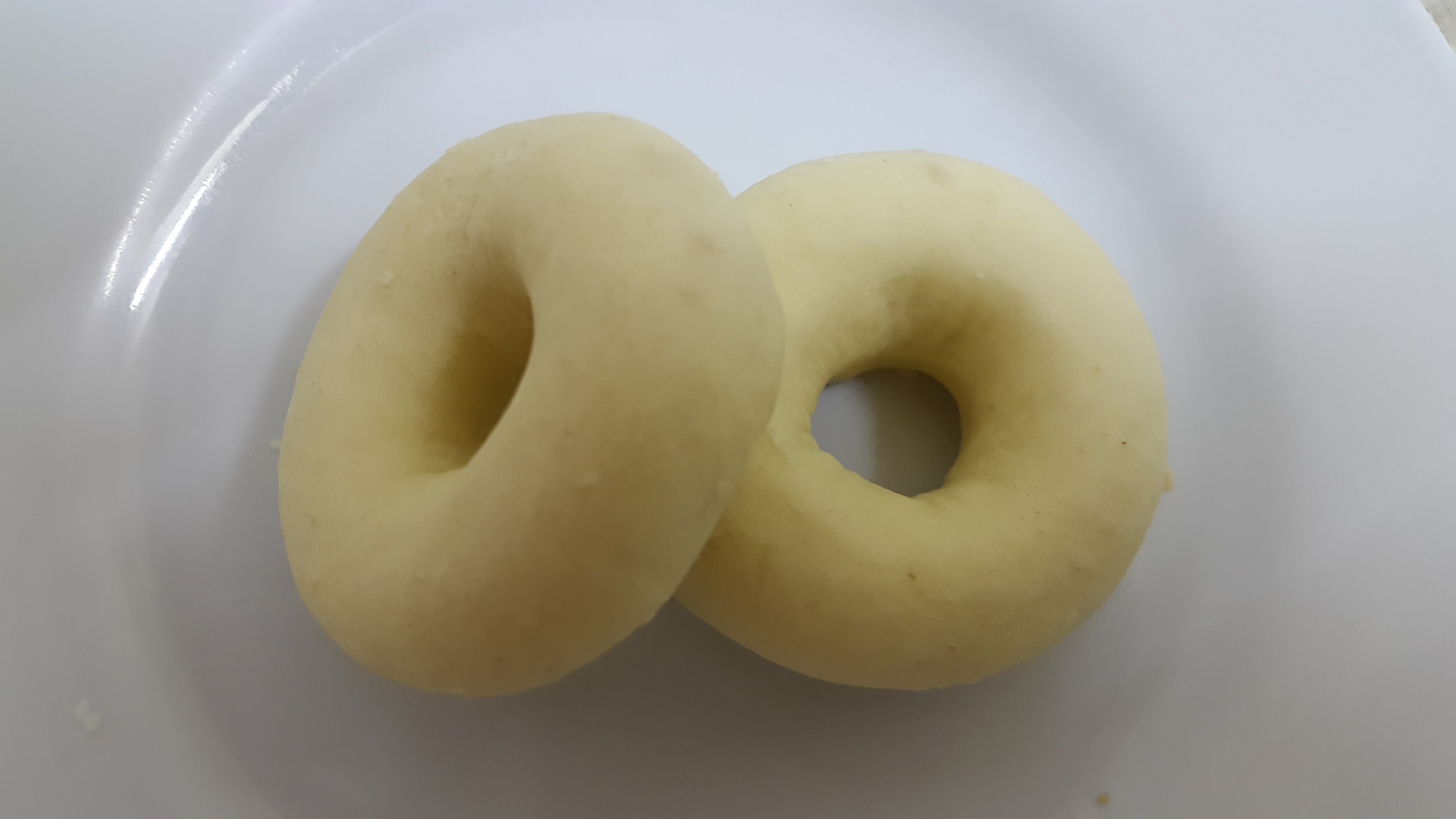
كعك الورقة

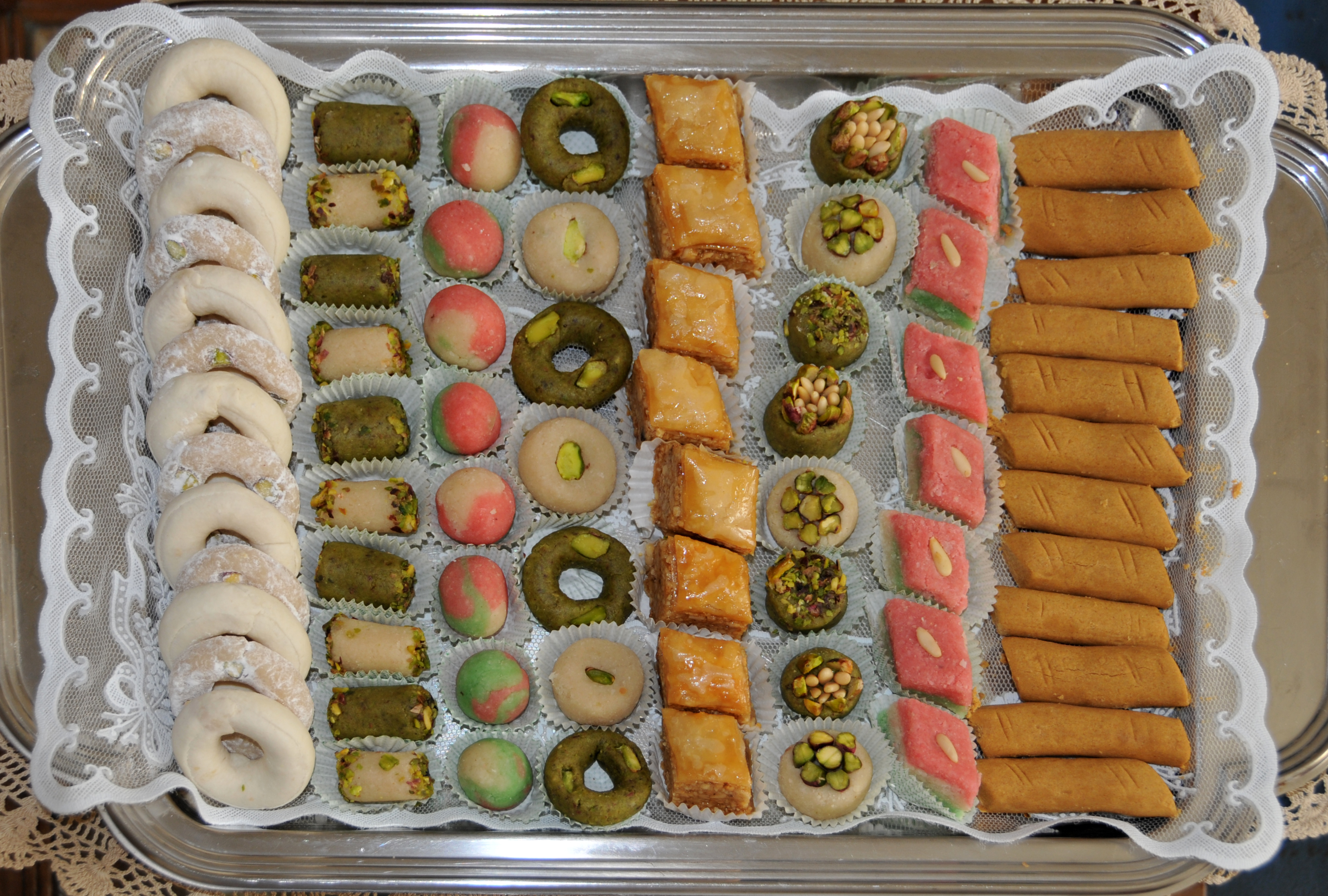
طبق حلويات تونسية، يحتوي على كعك الورقة (العمود الأول من اليسار: الكعك الذي لا يحتو على فستق)

كعك الورقة  او كعك الحلو هو نوع من أنواع الحلويات التونسية التي تشتهر به مدينة زغوان في الشمال الشرقي لتونس. يعتمد كعك الورقة في صناعته على ماء زهرة النسرين الذي يتم تقطيره في ولاية زغوان، لكن ولندرته وارتفاع سعره، يقع تعويضه في كثير من الأحيان بماء الورد أو ماء العطرشية.

## طريقة تحضيره
يعد كعك الورقة مرصبانا وذلك لاعتماده على دقيق اللوز في صنعه، إضافة إلى السكر الناعم وماء زهرة النسري، وهذه المقادير تشكل الحشوة؛ أما العجينة فيستعمل فيها الطحين والزبدة، والمزيد من ماء النسري. تعتبر هذه الطريقة الأصلية لمدينة زغوان، إذ أن التعطير بماء النسري يعتبر العنصر الأهم في هذه الحلوى، ويشكل خصوصية المدينة، وهي التي تعتبر مركز إنتاجه في تونس، البلد الذي يمثل إحدى مناطق إنتشار هذه الزهرة.
يمكن أن يشكل كعك الورقة في شكل عصا أو حدوة حصان، مع تغيير حشوة دقيق اللوز بدقيق مكسرات أخرى، كالفستق أو البوفريوة (البندق) أو اللوز؛ مع تزيين الأطراف بالمكسرات المهرمشة (المدقوقة). إلا أن المعهود هو شكل الحلقة المستديرة مع فتحة في الوسط. إلا أنه لا يثقب، بل يكون غلقه عبر تقنية "القفلة"، وذلك بتشكيل نهايتي القطعة، بقلم في الأولى، وقمع في الأخرى، فتُولج النهاية الأولى في النهاية الأخرى، وتمسح أثار الإغلاق باستعمال ماء النسري أو الزبدة، ويمكن تزيينها بشوش الورد (ورد الجوري المجفف) أو أوراق الذهب الصالحة للأكل، مع تثبيتها بماء النسري أو العسل، وذلك لإكسابها مزيدا من الفخامة.